# Conophymacris chuxiongensis
Conophymacris chuxiongensis är en insektsart som beskrevs av Wang, Yuwen 1993. Conophymacris chuxiongensis ingår i släktet Conophymacris och familjen Dericorythidae. Inga underarter finns listade i Catalogue of Life.